# Blue River (Wisconsin)
Bagley – wieś w Stanach Zjednoczonych, w stanie Wisconsin, w hrabstwie Grant.